# Cymbopetalum longipes
Cymbopetalum longipes Benth. ex Diels – gatunek rośliny z rodziny flaszowcowatych (Annonaceae Juss.). Występuje naturalnie w Kolumbii, Peru, Boliwii oraz brazylijskim stanie Acre. 

## Morfologia
PokrójZimozielone drzewo. Gałęzie są owłosione.
LiścieMają kształt od owalnie eliptycznego do owalnie lancetowatego. Mierzą 12–24 cm długości oraz 4–11 cm szerokości. Liść na brzegu jest całobrzegi. Wierzchołek jest ostry. Ogonek liściowy jest owłosiony.
KwiatySą pojedyncze. Rozwijają się w kątach pędów. Działki kielicha mają owalny kształt. Płatki mają kształt od owalnego do eliptycznego i osiągają do 20–40 mm długości.